# Taake (album)
Taake è il quarto album in studio dei Taake, pubblicato nel 2005.

## Tracce
1. Atternatt – 6:47
2. Ummeneske – 8:14
3. Lukt til Helvete – 5:04
4. Dødsjarl – 5:24
5. Motpol – 5:11
6. September Omsider – 5:11
7. Velg Bort Livet – 10:27

## Formazione
- Hoest - voce, chitarra, basso, batteria